# Galerella
Genre
Les Galerella forment un genre de mangoustes.

## Liste des espèces
- Galerella flavescens (Bocage, 1889) — mangouste flavescente
- Galerella ochracea (J. E. Gray, 1848) — mangouste d'Abyssinie[1]
- Galerella nigrata (Thomas, 1928) — mangouste noire
- Galerella pulverulenta (Wagner, 1839) — mangouste grise du Cap
- Galerella sanguinea (Rüppell, 1836) — mangouste rouge, mangouste svelte